# Liar (Silia Kapsis-dal)
A Liar (magyarul: Hazug) a görög és ciprusi felmenőkkel rendelkező ausztrál Silia Kapsis dala, mellyel Ciprust képviselte a 2024-es Eurovíziós Dalfesztiválon Malmőben. A dal belső kiválasztás során nyerte el a dalversenyen való indulás jogát.

## Eurovíziós Dalfesztivál
2023. szeptember 25-én a Ciprusi Műsorszolgáltató Társaság bejelentette, hogy Silia Kapsis képviseli a szigetországot az Eurovíziós Dalfesztiválon. A dalt a videoklippel együtt 2024. február 29-án mutatták be.
A dalt először a május 7-én rendezendő első elődöntőben fellépési sorrendben elsőként adták elő, a Szerbiát képviselő Teya Dora Ramonda című dala előtt. Az elődöntőből hatodik helyezettként továbbjutott a május 11-i döntőbe, ahol fellépési sorrendben huszadikként lépett fel, az Örményországot képviselő Ladaniva Jako című dala után és a Svájcot képviselő Nemo The Code című dala előtt. A zsűri szavazáson a tizenkettedik helyen végzett 44 ponttal, míg a nézői szavazáson a tizenhatodik helyen végzett 34 ponttal (Görögországtól maximális pontot kapott), így összesítésben 78 ponttal a verseny tizenötödik helyezettje lett.
A következő ciprusi induló Theo Evan Shh című dala volt a 2025-ös Eurovíziós Dalfesztiválon.

## A dal háttere
Érdekesség, hogy a dal eredetileg az orosz Klava Koka előadásában hangzott volna el a 2022-es Eurovíziós Dalfesztiválon, ez azonban Oroszország kizárása miatt nem valósulhatott meg. A dal ezt követően Melissa Mantzoukis előadásában a 2023-as görög belső kiválasztási folyamatban az utolsó fordulóig jutott, és az interneten megjelent dalrészlet alapján az egyik közönségkedvenccé vált, teljes hosszúságában azonban a válogatót követően sem mutatták be.

## Incidensek
Ciprus eredeti terve a Fame Story, régóta futó énekes-reality műsor nemzeti döntőként való használata lett volna, amelynek nyertese képviselhette volna a szigetországot az Eurovíziós Dalfesztivál színpadán. Azonban mivel a ciprusi RIK közszolgálati műsorszolgáltató Görögországban a STAR-ral közösen gyártja a műsort, ez komoly vitákat váltott ki az ERT, görög közszolgálati csatornánál. Azt állították, hogy Ciprus nem rendezheti meg a nemzeti döntőjét a földrajzi területén kívül eső másik országban. Miután megbeszélésekre került sor a műsorszolgáltatók és az Európai Műsorsugárzók Uniója között, új szabályokat jelentettek be, amelyek közvetlenül megtiltják a RIK-nek, hogy a Fame Story című műsor segítségével válasszák ki a 2024-es versenydalukat. Ennek eredményeként Ciprus úgy döntött, hogy visszatér ahhoz a belső kiválasztási folyamathoz, amely az elmúlt években sikeres volt az ország számára. A ciprusi köztévé 2016 óta alkalmazza ezt a módszert, és azóta egy kivételével minden évben bejutottak a döntőbe.